# Gruppo della melilite
Il gruppo della melilite è un gruppo di minerali con formula generale CA2M(XSiO7) dove:
- M è un catione bivalente o trivalente di dimensione da piccola a media
- X è un elemento fra silicio, alluminio o boro.

In generale Al o B rimpiazzano un atomo di Si quando M è uno ione trivalente ma la carica può essere bilanciata dalla sostituzione di Ca2+ con uno ione monovalente ed M3+ con M2+.
Il gruppo prende il nome dalla melilite che però non è più considerata una specie valida dall'IMA in quanto è un membro intermedio dalla serie costituita dall'åkermanite-gehlenite.

## Minerali del gruppo della melilite
Di seguito sono elencati gli appartenenti al gruppo:
- Åkermanite
- Alumoåkermanite
- Gehlenite
- Gugiaite
- Hardystonite
- Okayamalite